# Коати
Коати или коатимунди (родови Nasua и Nasuella) су сисари из реда звери и из породице ракуни (Procyonidae).

## Опис
Дуги су до 1,4 , али им је само реп дуг око 75 . Реп им је пругаст, а најчешће га држе усправно са увијеним врхом. Сужава се при врху и користе га као средство за одржавање равнотеже док се пењу.
Имају мале уши, мање од ракуна, и спљоштено чело које се наставља у дугачку и шпицасту њушку на којој је бела пруга. Боја крзна им је обично црвенкасто-браон боје, али може да варира од цимет-браон до браонкасто-сиве. Трбушни део им је жућкасте боје, а лице им је прошарано црним и сивим шарама, а има и беле пеге на образима. Око сваког ока имају бели круг.
Они су једини чланови из породице ракуна који су будни дању и спавају ноћу, на крошњама дрвећа. Мужјаци живе сами, док женке и младунци праве групе од 20—25 животиња. Оглашавају се на разне начине, од гроктања и фрктања до завијања и вриштања.

## Врсте
Постоје 4 врсте коатија, које се сврставају у два рода:
- Род Nasua
  - Прстенорепи коати (Nasua nasua)
  - Белоноси коати (Nasua narica)[3]
- Род Nasuella
  - Источно–планински коати (Nasuella meridensis)
  - Западно–планински коати (Nasuella olivacea)

Према резултатима анализе ДНК, ова два рода би требало спојити у један, јер је род Nasuella угнежђен у род Nasua, па би род Nasua у супротном (ако до спајања не дође) био парафилетски. Према другим анализама ДНК, најближи сродник коатија је олинго (Bassaricyon); ове две лозе су се раздвојиле пре 10,2 милиона година.

## Исхрана
Коати се хране инсектима, а њихова покретљива њушка је савршена за прекопавање шумског отпада и пукотина у стенама у потрази за разним бубама, термитима, мравима, стоногама и пауковима. Женке понекад лове и бескичмењаке и гуштере, а мужјаци глодаре.
Кад је неко воће у сезони, они усмере пажњу ка њему и једна група без проблема оголи цело дрво.

## Размножавање
Млади мужјаци напуштају породичну групу кад напуне 2—3 године старости. Њима је дозвољено да буду у групи само у сезони парења. Поновно чланство заслужи тимарећи женке и понашајући се понизно. Након тога се пари са сваком женком, по реду. После тога га поново отерају. 
Младунци се рађају након, отприлике, 77 дана. Женке праве гнезда на дрвећу у којима се роди 3—5 малих и слабо развијених младунаца. Мајка напушта гнездо само у потрази за храном. Након 5—6 недеља их спуштају на тло да би се придружили главној групи.

## Понашање
О понашању планинских коати је познато мало, и овде ће се говорити готово искључиво о коати из рода Nasua. За разлику од већине представника породице ракуна (Procyonidae), коати воде претежно дневни начин живота. Женке коата Nasua и млади мужјаци до две године живе у чопорима и крећу се по својим територијама у бучним, слабо организованим групама од четири до 25 јединки, трагајући за храном заједно са својим потомством на земљи или у крошњама дрвећа. Мужјаци старији од две године постају самостални због особина понашања и колективне агресије од стране женки и придружују се женским групама само током брачног периода.
Ако их испровоцирате или се бране, коати могу бити жестоки борци; њихове јаке вилице, оштри очњаци и брзе канџасте шапе, као и чврста кожа, чврсто повезана са мишићима, отежавају потенцијалним грабљивцима (као што су пси или јагуари) да ухвате мањег сисара.
Коати саопштавају своје намере или расположење уз помоћ цвркутања, дувања или гунђања. Различити цвркућући звуци користе се за изражавање радости током социјалног неговања длаке, помирења након туче или за преношење раздражености или беса. Дување током копања, заједно са подигнутим репом, указује на територијалне или прехрамбене претензије током потраге за храном. Коати додатно користе посебне позе или покрете за преношење једноставних порука; на пример, сакривају нос између предњих шапа у знак покорности; спуштају главу, показују зубе и скачу на непријатеља, показујући агресивно понашање. Коати препознају једни друге по изгледу, гласовима и мирисима, индивидуални мирис се појачава захваљујући посебним мошусним жлездама на врату и стомаку.
Познато је да коати из Панаме трљају свој крзна и крзна других чланова чопора смолом са дрвета Trattinnickia aspera (Burseraceae), али његова намена је нејасна. Неки претпостављају да служи као средство против инсеката, фунгицид или средство за означавање.

## Галерија
- Прстенорепи коати
- Риђи коати
- Коати са уздигнутим репом
- Група коата